# Kymco Venox
La Kymco Venox è una motocicletta della casa motociclistica taiwanese Kymco commercializzato dal 2000.

## Descrizione
È dotato di un motore bicilindrico a quattro tempi dalla cilindrata di 249,4 cm³, in configurazione a V di 90°. Ha due alberi a camme in testa, quattro valvole per cilindro ed è raffreddato a liquido. Tutto ciò consente alla Venox di erogare 28 cavalli (21 kW).
Kymco, per progettare e sviluppare la Venox ha, incaricato l'azienda tedesca Naumann Design.
Alcuni aspetti del design della Venox ricordano le moto di cilindrata superiore. Il passo di 1600 mm e anche il design esterno è simile a quello di una moto con motore dall cilindrata di 750-900 cm³.

### Venox 250i
Una versione aggiornata della moto, denominata Venox 250i, è stata introdotta sul mercato nel 2006.
Questa versione, a differenza della prima, è stata dotata di impianto di iniezione elettronica.
Difatti, tale versione rispecchia le direttive Euro 2 sulle emissioni di CO2 nell'ambiente (anziché Euro 1 nella versione a carburatori).